# QRQC (Quick Response Quality Control)
El QRQC (Quick Response Quality Control) es un sistema para gerenciar la función calidad en un sistema de producción que concilia simultáneamente la velocidad de tratamiento, la cantidad de problemas tratados y la calidad de las soluciones aplicadas.
Fue desarrollado por Nissan en los años 90 y fue mejorado por Valeo posterior al 2002, está inspirado en el sistema de producción Toyota y su manejo de la calidad 
Combina la técnica con la actitud para resolver problemas de en plantas de producción.Se basa en dos pilares:

• La actitud San Gen Shugi consecuencia de los “3 reales”, el lugar real Genba, con el objeto real Genchi Genbutsu y el hecho real Genjitsu

• Su pilotaje se hace en una reunión que debe ser sistemáticamente programada, en ella se hace seguimiento al sistema y se establecen las estrategias de solución de los problemas presentados. 

## La estructura del QRQC
Para aumentar la capacidad de tratar los problemas, es necesario actuar simultáneamente sobre:
1- la calidad de resolución 
(para evitar que problemas ya tratados no reaparezcan)

2- la cantidad de problemas tratados 
(sin volver a cuestionarse la calidad del tratamiento)

3- la velocidad de resolución 
(para un tratamiento lo más rápido posible y pasar al siguiente problema)

## ¿Cómo asegurar la calidad de resolución?
Para asegurar la calidad de tratamiento de los problemas es necesario:
- Respetar sistemáticamente el proceso de estandarización y de observación de puestos de trabajo, la utilización de un método estándar de solución de problemas como el Qc-Story, y una aplicación rigurosa de los métodos del QRQC.
- Limitar la cantidad de problemas que le asignan a cada integrante del sistema con el fin de asegurar una mejor calidad de tratamiento.
- Reforzar las  competencias de los actores que tratan los problemas con el fin de poner en marcha acciones acertadas sobre sus verdaderas causas  y utilizar lo mejor posible las herramientas de calidad disponibles,
- Dar a los problemas el nivel adecuado de responsabilidad con fin de que el piloto pueda actuar con efectividad, rapidez y bien sobre las causas que los originen. Si los problemas que se tratan en la reunión diaria en su gran mayoría son de fácil solución y solo dependen de un proceso de estandarización es muy probable que no se tenga la madurez o el sistema de producción no requiera la implementación de esta herramienta, se debe evaluar si lo que se requiere en su reemplazo es un sistema de gestión del conocimiento y un proceso de estandarización adaptado a la organización en cuestión.
- Evaluar continuamente la efectividad del tratamiento para buscar las causas de retardos y dificultades.

## ¿Cómo aumentar la cantidad de problemas tratados?
- Generalizar el tratamiento de problemas a todos (fabricación y funciones de soporte, desde los cargos directivos hasta los operarios) y pensar que el análisis de problemas no deben realizarlo únicamente los expertos.
- Utilizar las metodologías de solución de problemas de acuerdo a la madurez y competencias de los equipos de trabajo, en industrias de baja complejidad o en el inicio de implementación es posible utilizar Los cinco ¿Por qué? y en industrias muy especializadas se pueden llegar a utilizar DMAIC, en todo caso se deberá tener cuidado de no forzar o complejizar las herramientas en sistemas[5] de baja madurez lo que provocará la no adopción del QRQC por el punto 8 de los 14 principios de Deming,  "Eliminar el miedo y construir confianza, de esta manera todos podrán trabajar más eficientemente".
- Aumentar la frecuencia de resolución convirtiendo está actividad en algo cotidiano.
- Priorizar el tiempo empleado para el tratamiento sobre el terreno.
- Distinguir los nuevos problemas de los antiguos con el fin de identificar las causas de reaparición y tratarlas.
- Repartir la afectación entre todos de manera que una cantidad máxima de problemas sean tenidos en cuenta.

## ¿Cómo aumentar la velocidad de resolución?
- Proteger mejor y más rápido al cliente para que el problema no llegue a su perímetro y reducir el impacto de los retrabajos de calidad.
- Tener indicadores en el piso de trabajo (taller, departamento) que posibiliten acciones inmediatas.
- Escoger el mejor actor responsable del tratamiento y con el nivel de reactividad más adecuado.
- Mejorar la cooperación entre los departamentos de operaciones y las funciones soporte para aumentar el control del producto/proceso por parte de todos y orientarse lo más rápido posible hacia las verdaderas causas.
- Capitalizar la información con objeto de no partir otra vez desde cero cuando un problema conocido vuelva a aparecer.
- Compartir el mismo lenguaje y formatos de trabajo con el fin de concentrarse sobre la base del problema y no sobre su presentación.
- Pilotar la reunión de animación en función de la velocidad de resolución para identificar los retardos y resolverlos.
- Movilizar las personas cercanas al problema para asegurarse de que sea reconocido por todos como prioritario.
- Resolver los problemas que obstruyen para no saturar el sistema.

## Puesta en acción del QRQC
Se debe ir  reemplazando poco a poco lo ya existente, debe ponerse en acción de forma progresiva, etapa por etapa según la lógica siguiente:
- Puesta en acción del 1er nivel: la reunión del grupo de dirección de operaciones, con objeto de ser la reunión ejemplar de la fábrica, permitiendo precisamente identificar las dificultades, y para convertirse en la referencia de competencias de manejo de la calidad.
- Despliegue de los niveles departamentales y taller.
- Puesta en acción de reglas de flujo de los problemas entre niveles.
- Puesta en acción de la ingeniería QRQC llamada QRQE (Quick Response Quality Engineering), la que tendrá la potestad de cambios de producto buscando soluciones definitivas.
- Puesta en acción del sistema de capitalización

## Desarrollo de una animación QRQC
Se estructura en tres secuencias diferentes, articulándose en torno a una reunión de 30 minutos al día, que a su vez se estructura en 4 fases:
- Secuencia 1: antes de la reunión se selección un problema y se asigna el responsable que lo tratará
- Secuencia 2: durante la reunión
  - primera fase : presentación de resultados de Calidad (5 minutos)
  - segunda fase: presentación del problema del día (10 minutos)
  - tercera fase: presentación de la resolución del problema tratado el día anterior (10 minutos)
  - cuarta fase: cierre de un problema (5 minutos)
- Secuencia 3: después de la reunión se informa a los implicados y se hace el archivado.